# Нова Хута
Нова Хута (на полски: Nowa Huta, в превод Нов стоманен завод) е квартал в полския град Краков, разположен в най-източната част на града. Населението му е 200 000 души.
Нова Хута е създаден като град около железопрерабоващ комбинат. Строителството му започва през 1949 г. и през двегодишен период той е град, отделен от Краков. Нова Хута е планиран като голям индустриален център на Полша и той бързо се разраства със заселници от цялата страна. През 1951 г. разрастването му го приближава много до Краков и в края на краищата става негов квартал, а през 1952 г. е построена трамвайна линия.
През юли 1954 г. железопреработващ комбинат „Ленин“ започва да произвежда стомана. Той е най-големият стоманопреработващ комбинат в Полша и сред най-големите в Европа. През 1970-те години прозводството на стомана достига 7 милиона тона.
Нова Хута преживява бурно развитие през 1960-те години. На централния площад се намира паметник от времето, когато е бил отделен град.

## Побратимени градове
- Димитровград, България[1]